# Shafik Batambuze
Shafik Buchu Batambuze (Jinja, 14 giugno 1994) è un calciatore ugandese, centrocampista del Singida United.

## Carriera

### Club
Gioca dal 2009 al 2011 al Simba. Nel gennaio 2012 passa al Muhoroni. Nel luglio 2012 si trasferisce al Villa. Nel 2013 viene acquistato dal Western Stima. Nel 2014 passa al Sofapaka. Nel 2015 torna al Western Stima. Nel 2016 viene acquistato dal Tusker. Nel 2017 si trasferisce in Tanzania, al Singida United. Il 28 settembre 2018 viene acquistato dal Gor Mahia.

### Nazionale
Debutta in nazionale l'8 novembre 2016, nell'amichevole Uganda-Zambia (0-1).

## Palmarès

### Club

#### Competizioni nazionali
- Coppa d'Uganda: 1

Simba FC: 2011
- Kenyan Premier League: 2

Tusker: 2016
Gor Mahia: 2018-2019, 2019-2020